# Fabián Bielinsky
Fabián Bielinsky (* 3. Februar 1959 in Buenos Aires, Argentinien; † 29. Juni 2006 in São Paulo, Brasilien) war ein argentinischer Regisseur. Als Regisseur drehte er die Filme Nine Queens (2000) und El Aura (2005).
Bielinsky starb im Alter von 47 Jahren an einem Herzinfarkt während Casting-Arbeiten für einen Werbefilm in São Paulo.